# Гулак Василь Іванович
Василь Іванович Гулак — український художник, гуморист початку XX століття. Автор більш ніж 350 поштових листівок.

## Творчість
Його роботи пропагували українську культуру, побут та багатство української мови. Василь Гулак співпрацював з рядом періодичних видань, такими як: «Київське життя», «Київська думка», журнал сатири «Цвях». Його праці мали гострополітичний та агітаційний характер, але більшість робіт гумористичних та карикатурних. Листівки були вперше видані в 1918 році.

## Праці
- Серія «10 заповідей молодим дівчатам» 1918 року.[1]

Десять заповідей молодим дівчатам. Заповідь седьма: Ніколи не кохай кацапа (Василь Гулак, 1918).

- Наши хулиганы. Ну слава Богу! Живого отпустили!,
- Посліъ погрома,
- Подсолнухи,
- Свобода слова,
- Свобода гражданской свободы. Свобода собраній 1,
- Свобода гражданской свободы. Свобода собраній,
- Основы гражданской свободы. Свобода союзовъ 1,
- Основы гражданской свободы. Свобода союзовъ,
- Свобода слова 2,
- З рідного краю з Украіны (Шевченко Т. Г.),
- Обычное явленіе,
- Пословицы и поговорки. Муж, да жена — одна сатана,
- Основы гражданской свободы. Свобода печати 2,
- Основы гражданской свободы. Свобода печати,
- Слухайте, добродію, як побачите там, на небі Терешка Гарбуза…
- Это бы только Васъ исправило,
- Поздравляю,
- Побачиш, Пилип, дам тобі по пиці!
- Отъ чистаго сердца 2,
- Отъ чистаго сердца 1,
- Свобода печати. Подай сюда спиціалистическія газеты,
- Ой, лишечко, вже з неба пляшки з горілкою летять!
- От це дуже погано, що на небі ні жодного шінку немає!
- — А що це ти робиш, елопе, га?
- Свобода печати 2,
- Наша дума, наша пісня не вмре, не загине….,
- ЯК УМРУ то поховайте… (Шевченко Т. Г.),
- Разойдитесь гостпода! Честью прошу!,
- Наливайко і Павлюк і Тарас Трясило із могили кличут нас…
- Наша славна Україна…
- Сиротині сонце світить — світить та не гріє (Шевченко Т. Г.)
- Перебендя старий, Хто його не знае? (Шевченко Т. Г.)
- Йде козак…
- Невже до церкви дзвонять?
- За злоязычіе! Это грозитъ и Вамъ!,
- Думы мои, думы мои, Квиты мои диты!
- Ой ходила дівчина бережком…
- А ходім, діду вечеряти…
- 1913 рік
- Запишитесь въ партію!
- Хулиганы объединяйтесь!
- Къ свободіъ печати,
- Свобода печати,
- Основы гражданской свободы. Свобода совести,
- Свобода! Равенство! и Братство!, 1916,
- Что с вами батенька?
- Думи мої думи мої… (Шевченко Т. Г.),
- Учитеся брати мої… (Шевченко Т. Г.),
- Шевченко Т. Г.
- Обніміте-ж, брати мої… (Шевченко Т. Г.),
- Не дай спати ходячему… (Шевченко Т. Г.),
- Страшно впасти у кайдани… (Шевченко Т. Г.),
- У нашім раї, на землі… (Шевченко Т. Г.)
- Не завыдуй богатому… (Шевченко Т. Г.) — вариант без текста
- Не завыдуй богатому… (Шевченко Т. Г.),
- Не забувай свою рідну Украіну!
- Не забувай рідного краю!
- Не забувай нашу рідну Украіну!
- Черная сотня,
- Свобода союзовъ,
- До погрома. Посліъ погрома,
- Посліъ погрома,
- Новое оружіе,
- Свобода слова,
- Ой, хто в лісі, озовися…
- Дам лиха закаблукам…
- Хвалилися гайдамаки, на Умань ідучи…
- Гей, кум, хлопці, до сброі…
- З Великоднем! Бувайте здоровенькі.
- Подай, подай перевозу…
- А киш, а киш, годі вже, ото ще ненажери!..
- Невже до церкви дзвонят? От дак заспався!
- А ходім, діду, вечеряти, бо жінка наварила вареників
- А ну-бо, жінки підгребайте!..
- Пусти-ж мене, моя мати на лан жито, жито жати…
- А ну, що Бог в вершу, послав?
- Ой випила, вихилила, Сама себе похвалила…
- Та ну-бо, Оксано, одчепись!..
- Та ну-бо, Данило, не будь такий пишний!…
- Чого? Горілки? А оце ви бачили, дядьку? Ось, звольте вам!
- Нътъ, брат хохол, неидетъ у насъ эфто…
- Гоп, куме, не журися. Туди-сюди повернися!
- Хай лихо спит
- 10 заповідей нежонатим. Заповідь дев'ята